# Новлей
Новле́й (рос. Новлей, ерз. Новлей) — село у складі Інсарського району Мордовії, Росія. Входить до складу Нововерхіського сільського поселення.
Населення — 269 осіб (2010; 333 у 2002).
Національний склад станом на 2002 рік:
- мордва — 93 %